# Silniční cyklistika
Silniční cyklistika je individuální sport a jedno z odvětví cyklistiky. Provozuje se na silnici, za použití silničního kola. Jako u ostatních druhů cyklistiky se cyklista snaží projet určenou trať v nejlepším čase či nejrychleji ze závodního pole. Závody se jezdí jak na profesionální, tak amatérské úrovni (Sdružení amatérských cyklistů České republiky), nebo je cyklistika využívána jako doplňkový sport (např. u hokejistů apod.). Profesionální silniční cyklistika je řízena UCI (Union Cycliste Internationale). Kategorie profesionální silniční cyklistiky jsou World Tour a Continental Tour.

## UCI World Tour
UCI World Tour je nejvyšší cyklistická soutěž vedená Mezinárodní cyklistickou unií. Účastní se jí nejlepší týmy vybrané UCI. Týmy jsou vybrané na základě sportovních, etických, finančních a dalších administrativních kritérií.

### Týmy pro rok 2023
- Následujících osmáct týmů získalo licenci UCI WorldTour po sezóně 2022.[1]
- Francie • AG2R Citroën Team
- Kazachstán • Astana–Premier Tech
- Německo • Bora–Hansgrohe
- Francie • Cofidis
- Belgie • Soudal – Quick-Step
- Spojené státy americké • EF Education-Easypost
- Francie • Groupama–FDJ
- Spojené království • Ineos Grenadiers
- Belgie • Intermarché–Wanty–Gobert Matériaux
- Španělsko • Movistar Team
- Bahrajn • Team Bahrain Victorious
- Austrálie • Team BikeExchange
- Německo • Team DSM
- Nizozemsko • Team Jumbo–Visma
- Spojené státy americké • Trek–Segafredo
- Spojené arabské emiráty • UAE Team Emirates

### UCI World Tour
UCI World Tour je seriál závodů určený především pro týmy z nejvyšší kategorie UCI World Tour. Týmy této kategorie se závodů World Tour účastní automaticky. Týmy z kontinentálních soutěží mohou startovat pouze na tzv. divokou kartu. Kartu udílí pořadatel závodu. Závody se dělí na jednodenní (např. Milán – San Remo) a etapové (např. Tour de France). Sezona UCI World Tour začíná většinou v lednu závodem Tour Down Under a končí v říjnu závodem Tour of Bejing. Mezinárodní cyklistická unie vydává žebříčky nejlepších jezdců, týmů a národů pro danou sezónu.

### 3týdenní etapové závody (Grand tours)
- Tour de France
  -  Žlutý trikot – celkový vítěz
  -  Zelený trikot – bodovací soutěž
  -  Puntíkovaný trikot – vrchařské soutěže
  -  Bílý trikot – nejlepší mladý jezdec v celkovém pořadí
- Giro d'Italia
  -  Růžový trikot – celkový vítěz
  -  Fialový trikot – bodovací soutěž
  -  Modrý trikot – vrchařské soutěže
  -  Bílý trikot – nejlepší mladý jezdec v celkovém pořadí
- Vuelta a España
  -  Červený trikot – celkový vítěz
  -  Zelený trikot – bodovací soutěž
  -  Puntíkovaný trikot – vrchařské soutěže
  -  Bílý trikot – nejlepší mladý jezdec v celkovém pořadí

### Vítězové všech Grand tours
| Cyklista         | Tour de France                                   | Giro d'Italia                                         | Vuelta a España                       |
| ---------------- | ------------------------------------------------ | ----------------------------------------------------- | ------------------------------------- |
| Eddy Merckx      | TdF 1969, TdF 1970, TdF 1971, TdF 1972, TdF 1974 | Giro 1968, Giro 1970, Giro 1972, Giro 1973, Giro 1974 | Vuelta 1973                           |
| Bernard Hinault  | TdF 1978, TdF 1979, TdF 1981, TdF 1982, TdF 1985 | Giro 1980, Giro 1982, Giro 1985                       | Vuelta 1978, Vuelta 1983              |
| Jacques Anquetil | TdF 1957, TdF 1961, TdF 1962, TdF 1963, TdF 1964 | Giro 1960, Giro 1964                                  | Vuelta 1963                           |
| Alberto Contador | TdF 2007, TdF 2009                               | Giro 2008, Giro 2015                                  | Vuelta 2008, Vuelta 2012, Vuelta 2014 |
| Vincenzo Nibali  | TdF 2014                                         | Giro 2013                                             | Vuelta 2010                           |
| Chris Froome     | TdF 2013, TdF 2015, TdF 2016, TdF 2017           | Giro 2018                                             | Vuelta 2011, Vuelta 2017              |

### World Tour etapové závody
- Tour Down Under
- Paříž–Nice
- Tirreno–Adriatico
- Volta a Catalunya
- Kolem Baskicka
- Tour de Romandie
- Critérium du Dauphiné
- Tour de Suisse
- Kolem Polska
- Benelux Tour

### Jednodenní závody (klasiky)
- Milán – San Remo
- E3 Saxo Bank Classic
- Gent–Wevelgem
- Kolem Flander
- Paříž – Roubaix
- Amstel Gold Race
- La Flèche Wallonne
- Lutych–Bastogne–Lutych
- Clásica de San Sebastián
- Vattenfall Cyclassics
- Bretagne Classic
- Grand Prix Cycliste de Québec
- Grand Prix Cycliste de Montréal
- Il Lombardia

## UCI Continental Circuits
UCI Continental Circuits je nižší soutěž provozována na každém kontinentu (tzn. že název se pak změní např. na UCI Africa Tour atd.). Týmy se zde ještě dělí na profesionální kontinentální, kontinentální, národní a regionální. Závody jsou označeny čísly podle obtížnosti (1.HC, 2.HC, 1.1, 2.1 a 1.2, 2.2). První číslo znamená délku závodu (1 = jednodenní závod, 2 = závod etapový). Číslo druhé značí obtížnost (HC je nejtěžší a 2 nejlehčí). Závodů s obtížností HC se účastní týmy z ProTour (nemají povinnost startovat) a týmy ProContinentální. Týmy kontinentální se na tyto závody dostanou pouze v případě, že je pořádán jejich národním svazem. Nejlepší týmy z UCI Continental Circuits, které zároveň splňují finanční podmínky Mezinárodní cyklistické federace, se mohou ucházet o členství v UCI World Tour.